# Maladie de Farber
Pour les articles homonymes, voir Farber.
La maladie de Farber (appelée aussi lipogranulomatose de Farber ou déficit en céramidase) désigne un groupe de désordres récessifs autosomiques rares qui provoquent une accumulation de lipides dans les articulations, les tissus et le système nerveux central.
Le désordre affecte autant les deux sexes.
Cette affection est due à un déficit de l'activité enzymatique de la céramidase acide, responsable d'une accumulation intracellulaire de céramide.
La maladie commence généralement au cours de la première enfance, mais peut se manifester plus tard dans la vie. Dans la forme classique de la maladie de Farber les symptômes neurologiques apparaissent dès les premières semaines de vie avec un retard de développement psychomoteur et des troubles de la déglutition. Le foie, le cœur et les reins peuvent aussi être affectés. Les autres signes pouvant être observés sont des vomissements, une inflammation des articulations et des adénopathies. Avec la progression de la maladie apparaissent un blocage articulaire (par rétraction tendineuse) et des xanthomes péri-articulaires. Une insuffisance respiratoire progressive peut nécessiter une intubation trachéale.
La plupart des enfants atteints de la maladie meurent vers l'âge de deux ans, en général d'une maladie pulmonaire. Dans une des formes les plus sévères de la maladie, un foie et une rate hypertrophiés (hépato-splénomégalie) peuvent être diagnostiqués peu après la naissance. Les enfants affectés de cette forme de la maladie meurent habituellement dans les six mois.
Il n'existe aucun traitement spécifique pour la maladie de Farber. Des corticostéroïdes peuvent être prescrits pour soulager les douleurs. Des transplantations de moelle osseuse peuvent améliorer les granulomes (les petites inflammations de tissus) sur les patients qui ne présentent que peu ou pas de complications touchant les poumons ou le système nerveux. Chez les patients plus âgés, il est possible d'enlever ou de réduire les granulomes par voie chirurgicale.

## Incidence
En 2012, on recense un 9e cas au monde.

## Source
- (en) Cet article est partiellement ou en totalité issu de l’article de Wikipédia en anglais intitulé « Farber disease » (voir la liste des auteurs).